# Мыс № 7
«Мыс № 7» (кит. 海角七號) — романтическая комедийная мелодрама тайваньского режиссёра Вэй Дэшэна, снятая в 2008 году.

## Сюжет
В 1940-х годах к концу эпохи оккупации Тайваня в южный город приезжает учитель, где влюбляется в японскую девушку Томоко Кодзиму. Когда Тайвань становится частью Китайской республики, учителю приходится вернуться в Японию. По дороге он пишет ей 7 писем.
60 лет спустя, молодой рок-музыкант Ага, вынужденный поработать на почте, находит пачку старых неотправленных писем, среди которых есть 7 писем учителя. Адреса (мыс № 7, район Косюн, префектура Такао), указанного отправителем, больше не существует.
Рок-музыкант собирает группу для концерта, для этого ему в помощь присылают японку-модель, с которой у него завязываются отношения. Девушка помогает найти ему адресата, Томоко. Японка получает вызов на возвращение на родину, разбивая их любовь.
Ага даёт концерт, а Томоко Кодзима читает письма любви.

## Награды и номинации
Фильм собрал 10 наград и 2 номинации на различных фестивалях Азии. Кроме того, фильм был заявлен от Тайваня на премию «Оскар» за лучший фильм на иностранном языке, однако не вошёл в «шорт-лист» номинации.